# Dionýz Ďurišin
Dionýz Ďurišin (ur. 1929, zm. 1997) – słowacki badacz literatury.
Prowadził badania porównawcze, przede wszystkim w zakresie słowackiej i rosyjskiej literatury, posługując się metodą strukturalistyczną. Opracował bibliografię i historię słowackiej komparatystyki. Ważniejszymi jego pracami są Z dejin a teórie literárnej komparastiky (1971), Teória literárnej komparatistiky (1975), O literárnych vzt'ahoch: sloh, druh, preklad (1976) i Teória medziliterárneho procesu (1985).